# Quercus turbinella
Quercus turbinella es una especie arbórea de la familia de las fagáceas. Tienen los estilos cortos; las bellotas maduran en 6 meses y tienen un sabor dulce y ligeramente amargo, el interior de la bellota tiene pelo. Las hojas carecen de una mayoría de cerdas en sus lóbulos, que suelen ser redondeados.

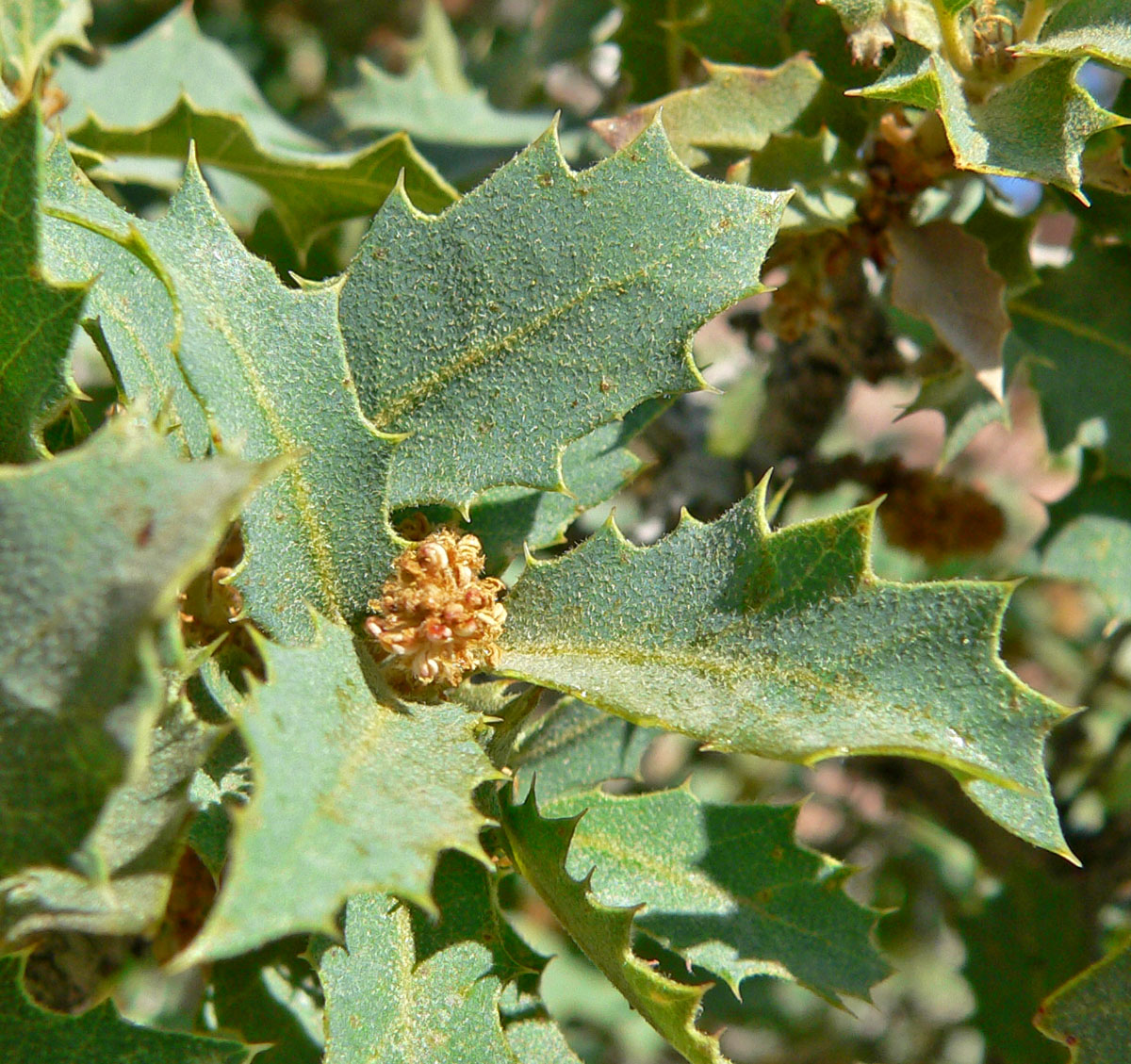
Detalle de las hojas

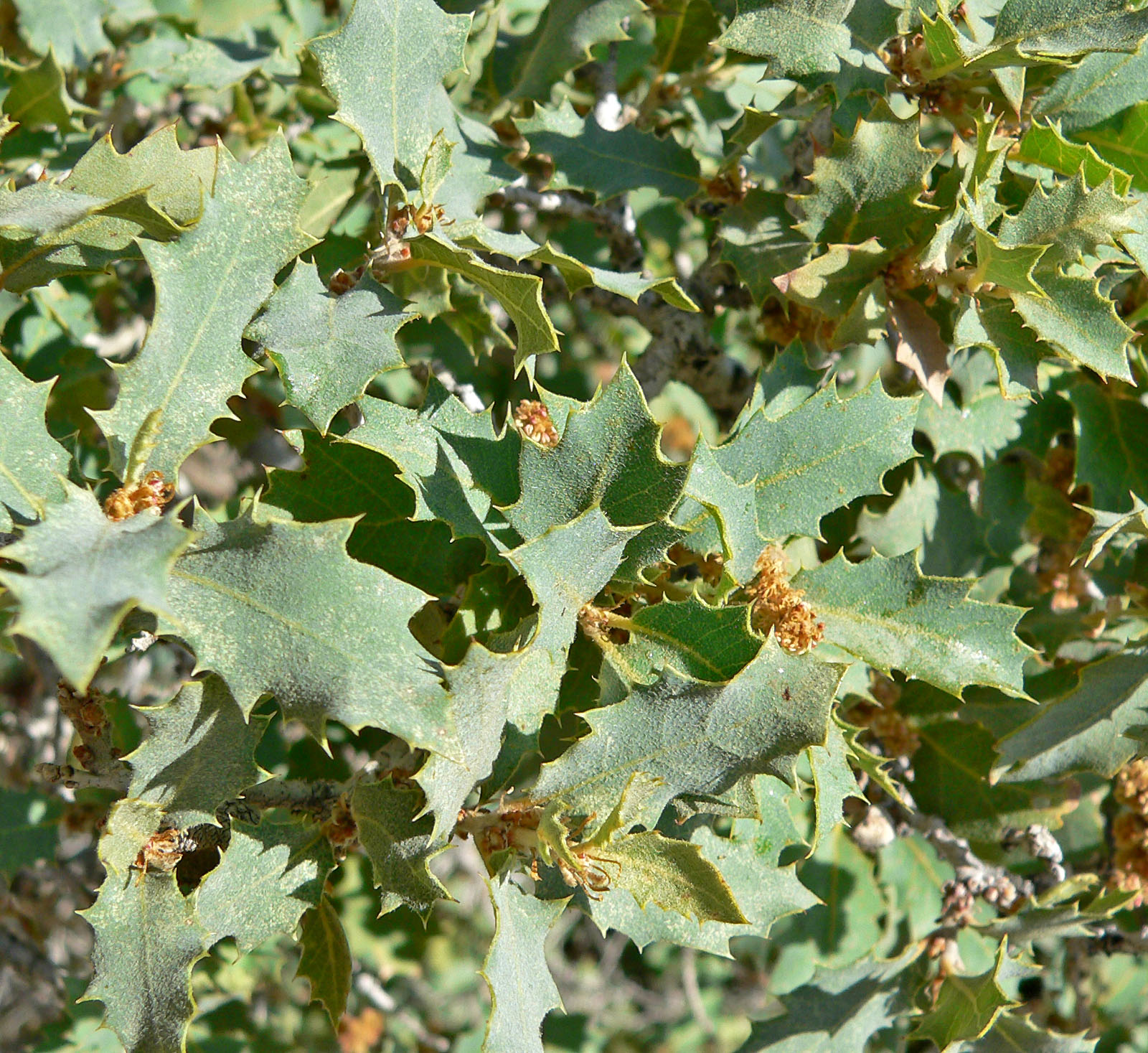
Follaje

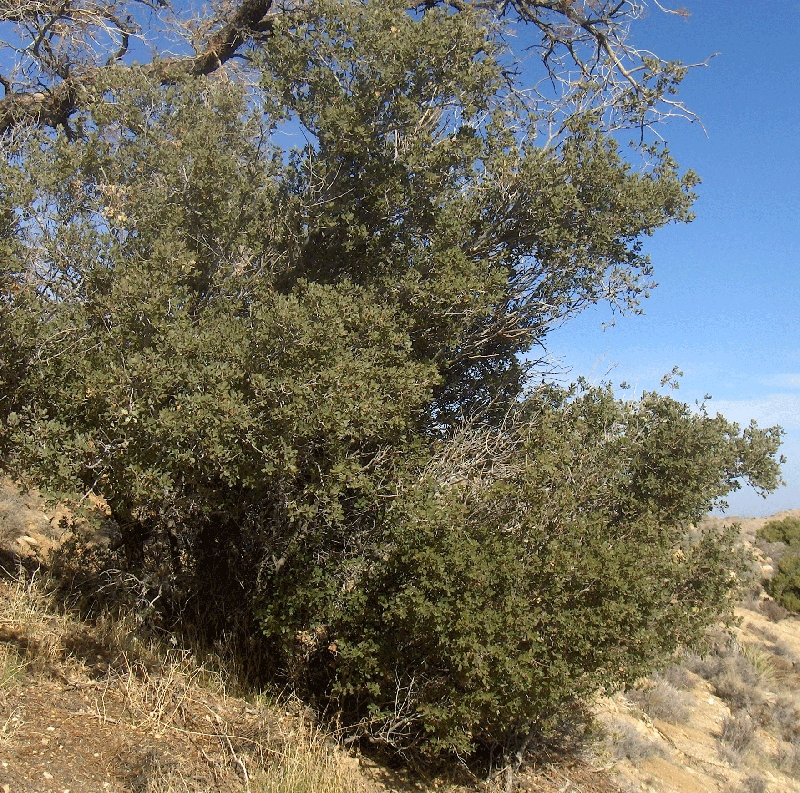
Vista de planta en su hábitat

## Distribución
Es nativa del noroeste de México y el suroeste de Estados Unidos desde el extremo oriental de California al sudoeste de Colorado, Río Grande de Nuevo México, al oeste de Texas.

## Hábitat
Quercus turbinella crece en el bosque, chaparral y otros hábitats. Es más común en el hábitat de chaparral en el centro de Arizona, a través de la zona de transición del Borde Mogollón - Montañas Blancas, pero también del sudeste de Arizona en el Archipiélago Madrense y cadenas montañosas de las Islas del cielo.

## Descripción
Quercus turbinella es un arbusto que alcanza un tamaño de 2-5 metros de altura, pero a veces se convierte en forma de árbol y supera los seis metros. Las ramas son de color gris o marrón, las ramitas a menudo recubiertas de fibras de lana cortas cuando son jóvenes y que se convierten en escamas con la edad. Las hojas son gruesas y coriáceas perennes y de hasta tres centímetros de largo por dos de ancho y están bordeadas de dientes grandes, con punta. Son de color gris verdoso a amarillentas y de textura cerosa en las superficies superiores, y de color amarillento y peluda o lanuda y glandular en las superficies inferiores. Los amentos masculinos son de color verde amarillento y las flores femeninas son en forma de espigas cortas en las axilas de las hojas, que aparecen al mismo tiempo que el nuevo crecimiento de las hojas. El fruto es de color marrón amarillento en forma de una bellota de hasta dos centímetros de largo con una verrugosa copa poco profunda de alrededor de un centímetro de ancho. Este roble se reproduce sexualmente a través de sus bellotas, si hay suficiente humedad presente, pero más a menudo se reproduce vegetativamente brotando de su rizoma y la corona de la raíz.
Este roble fácilmente se híbrida con otras especies de roble, incluyendo Quercus gambelii y Quercus grisea. Muchas especies de animales la usan para la alimentación, con ungulados salvajes y domesticados navegando por el follaje y muchas aves y mamíferos comiendo las bellotas. Los animales también utilizan el arbusto como cobertura, y los leones de montaña ocultan sus presas en los matorrales.

## Taxonomía
Quercus turbinella fue descrita por Edward Lee Greene y publicado en Illustrations of West American Oaks 1: 37, pl. 27. 1889.
Etimología
Quercus: nombre genérico del latín que designaba igualmente al roble y a la encina.
turbinella: epíteto latíno
Sinonimia
- Quercus dumosa subsp. turbinella (Greene) A.E.Murray
- Quercus dumosa var. turbinella (Greene) Jeps.
- Quercus subturbinella Trel.[7][8]